# Dixie Willis
Dixie Willis, född 13 december 1941, är en friidrottare från Australien. Hon deltog vid olympiska sommarspelen 1960 och olympiska sommarspelen 1964.